# Карлос Гевара
Карлос Гевара (ісп. Carlos Guevara, нар. 3 квітня 1930, Пуебла) — мексиканський футболіст, що грав на позиції півзахисника, зокрема, за клуб «Пуебла», а також національну збірну Мексики.

## Клубна кар'єра
У футболі дебютував 1944 року виступами за команду «Астуріас», за яку відіграв шість сезонів.
1950 року перейшов до клубу «Пуебла», кольори якої і захищав до завершення своєї кар'єри гравця у 1954 році. 

## Виступи за збірну
1950 року дебютував в офіційних матчах у складі національної збірної Мексики. Протягом кар'єри у національній команді провів у її формі 3 матчі.
Був присутній в заявці збірної на чемпіонаті світу 1950 року у Бразилії, але на поле не виходив.